# Hilda Heinemann
Pour les articles homonymes, voir Heinemann.
Hilda Heinemann, née Hilda Ordemann le 15 septembre 1896 à Brême et morte le 5 mai 1979 à Essen, est une personnalité féminine allemande.
Sœur de Gertrud Staewen et épouse de Gustav Heinemann, président fédéral d'Allemagne de 1969 à 1974, ils ont ensemble trois filles (dont la théologienne Uta Ranke-Heinemann) et un fils. Hilda Heinemann est également la grand-mère d'une autre première dame allemande, Christina Delius, épouse de Johannes Rau.